# Bogomil (Bogomilen)
Bogomil oder Bogumil (lebte im 10. Jahrhundert) war möglicherweise der Begründer der religiösen Bewegung der Bogomilen in Bulgarien. Der Legende nach wurde Bogomil in Bogomila, im Zentrum der historischen Region Azot geboren.
Er wurde erwähnt in einer Schrift gegen die Bogomilen aus dem 10. Jahrhundert. Dort wurde ein Jeremia als „Sohn von Bogomil“ bezeichnet. Bogomil soll in der Regierungszeit des bulgarischen Zaren Peter I., also zwischen 927 und 969, gewirkt haben.
Im 13. Jahrhundert wurde in einem Synodikon der bulgarischen Kirche ein Michail als Schüler des Bogomil genannt.
Weitere Erwähnungen von Bogomil sind nicht überliefert, obwohl die Bewegung der Bogomilen eine weite Verbreitung hatte.
Deshalb ist es unsicher, ob Bogomil als Person existierte.